# Gramina
A gramina é uma substância encontrada na cevada.